# Marconnelle
Marconnelle est une commune française située dans le département du Pas-de-Calais en région Hauts-de-France. Ses habitants sont appelés les Marconnellois. La commune est membre de la communauté de communes des 7 Vallées.

## Géographie

### Localisation
Localisée dans le sud-ouest du département du Pas-de-Calais, Marconnelle est une commune, traversée par la Canche et la Ternoise, limitrophe, à l'est, de la commune d'Hesdin-la-Forêt (aire d'attraction) et située, à vol d'oiseau, à 20 km au sud-est de la commune de Montreuil-sur-Mer (chef-lieu d'arrondissement).
Le territoire de la commune est limitrophe de ceux de quatre communes.
Les communes limitrophes sont Guisy, Capelle-lès-Hesdin, Bouin-Plumoison et Hesdin-la-Forêt.

### Géologie et relief
La superficie de la commune est de 5,55 km2 ; son altitude varie de 22  à   133 m.

### Hydrographie
Le territoire de la commune est situé dans le bassin Artois-Picardie.
La commune est traversée par deux cours d'eau principaux : le fleuve côtier la Canche, cours d'eau naturel de 100,22 km, qui prend sa source dans la commune de Gouy-en-Ternois et se jette dans la Manche entre Étaples et Le Touquet-Paris-Plage, et la rivière la Ternoise, un cours d'eau naturel de 41,43 km, qui prend sa source dans la commune d'Ostreville et conflue dans la Canche dans la commune d'Huby-Saint-Leu ; et par un petit cours d'eau, le Musiville, d'une longueur de 1,54 km, qui prend sa source dans la commune et se jette dans la Canche au niveau de la commune de Guisy.

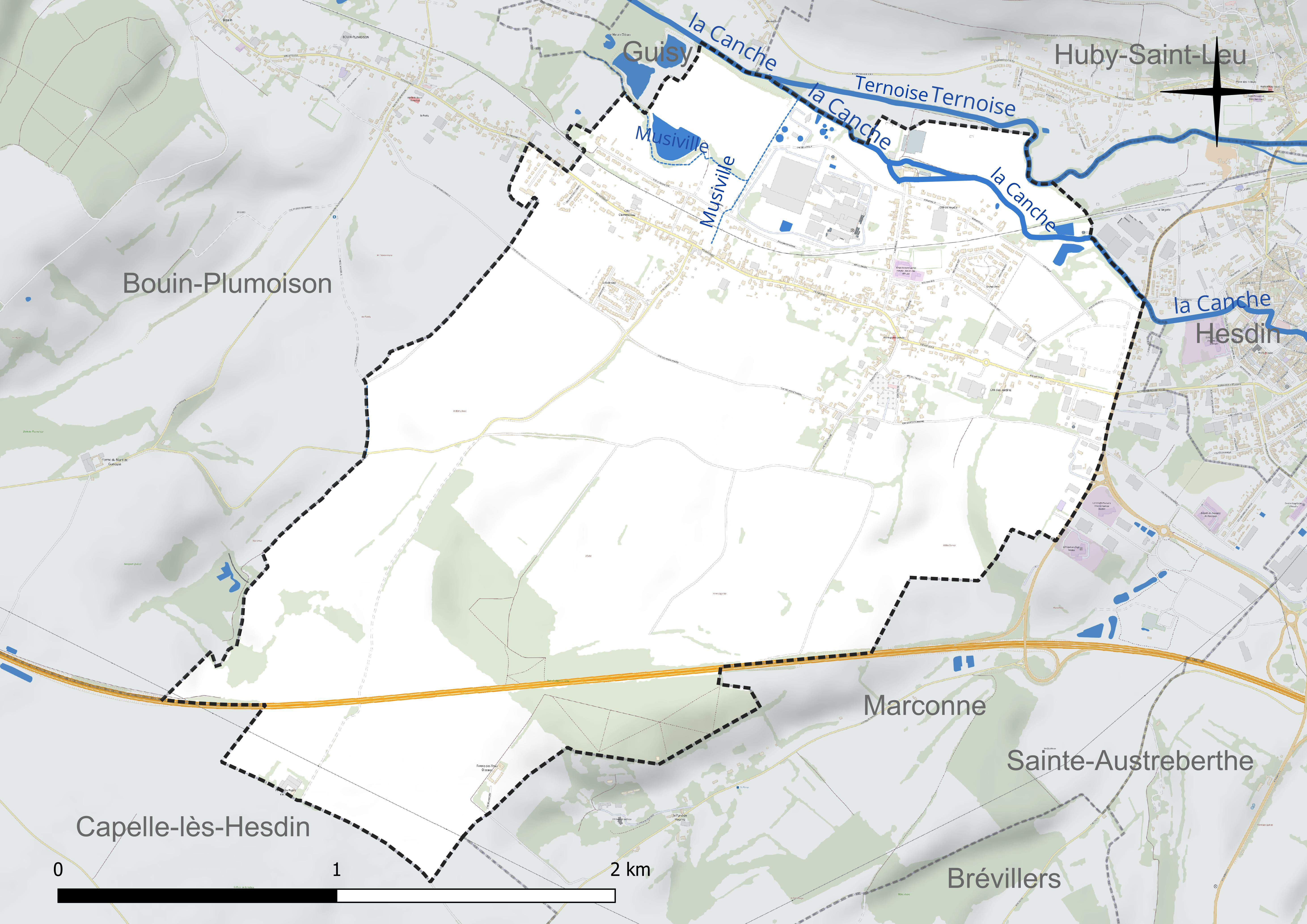
Réseau hydrographique de Marconnelle.

### Climat
Pour des articles plus généraux, voir Climat des Hauts-de-France et Climat du Pas-de-Calais.
En 2010, le climat de la commune est de type climat océanique franc, selon une étude du CNRS s'appuyant sur une série de données couvrant la période 1971-2000. En 2020, Météo-France publie une typologie des climats de la France métropolitaine dans laquelle la commune est exposée à un climat océanique et est dans la région climatique Côtes de la Manche orientale, caractérisée par un faible ensoleillement (1 550 h/an) ; forte humidité de l’air (plus de 20 h/jour avec humidité relative > 80 % en hiver), vents forts fréquents.
Pour la période 1971-2000, la température annuelle moyenne est de 10,3 °C, avec une amplitude thermique annuelle de 13,3 °C. Le cumul annuel moyen de précipitations est de 862 mm, avec 13,1 jours de précipitations en janvier et 8,5 jours en juillet. Pour la période 1991-2020, la température moyenne annuelle observée sur la station météorologique la plus proche, située sur la commune de Humières à 14 km à vol d'oiseau, est de 10,9 °C et le cumul annuel moyen de précipitations est de 856,9 mm,. Pour l'avenir, les paramètres climatiques de la commune estimés pour 2050 selon différents scénarios d'émission de gaz à effet de serre sont consultables sur un site dédié publié par Météo-France en novembre 2022.

### Paysages
Pour un article plus général, voir Paysage en France.
La commune s'inscrit dans les « paysages du Ternois » tels qu’ils sont définis dans l’atlas de paysages de la région Nord-Pas-de-Calais, conçu par la direction régionale de l'Environnement, de l'Aménagement et du Logement (DREAL),.
Ces paysages, qui concernent 138 communes avec trois pôles d’attraction que sont Hesdin à l'ouest, Saint-Pol-sur-Ternoise à l’est et, dans une moindre mesure, Frévent en lisière sud, sont délimités par deux cours d’eau : la Canche au Sud et la Ternoise au Nord. Ces paysages sont composés de plateaux, de vallées et de bocages. Les plateaux du Ternois montrent une structure tabulaire assez plane et une altitude assez régulière avec des points culminants entre 150  à   160 m.
Le territoire d’une vingtaine de kilomètres du Nord au Sud et d’Est en Ouest, est traversé par la D 939 reliant Saint-Pol-sur-Ternoise à Hesdin, par la D 912 entre Saint-Pol-sur-Ternoise et Frévent et par la ligne ferroviaire de Saint-Pol-sur-Ternoise à Étaples dans la vallée de la Canche. La position excentrée, en l’absence de grands axes autoroutiers ou ferrés structurants, a permis au Ternois de conserver un caractère rural et une certaine qualité de paysage.
Au niveau de l’occupation des sols, les surfaces cultivées sont omniprésentes sur les plateaux, avec majoritairement la culture de la betterave et de la pomme de terre, et représentent près de 72 % de la surface totale de ces paysages du Ternois, les espaces artificialisés, cantonnés dans les fonds de vallée, représentent 13 % et les surfaces boisées, présentes dans les deux principales vallées de la Ternoise et de la Canche, ne représentent que 6 %.

### Milieux naturels et biodiversité

#### Zones naturelles d'intérêt écologique, faunistique et floristique
L’inventaire des zones naturelles d'intérêt écologique, faunistique et floristique (ZNIEFF) a pour objectif de réaliser une couverture des zones les plus intéressantes sur le plan écologique, essentiellement dans la perspective d’améliorer la connaissance du patrimoine naturel national et de fournir aux différents décideurs un outil d’aide à la prise en compte de l’environnement dans l’aménagement du territoire.
Le territoire communal comprend une ZNIEFF de type 1 : la forêt domaniale d'Hesdin et ses lisières. Elle est située dans le Ternois et s’étend sur le plateau de l’Aa et sur le rebord sud d’un glacis incliné vers la dépression synclinale de la Canche.
et une ZNIEFF de type 2 : la basse vallée de la Canche et ses versants en aval d’Hesdin. Cette zone humide recelant des marais tourbeux, s'étend d'Étaples à Hesdin sur une superficie de 12 059 hectares.

Carte des ZNIEFF de type 1 et 2 sur la commune
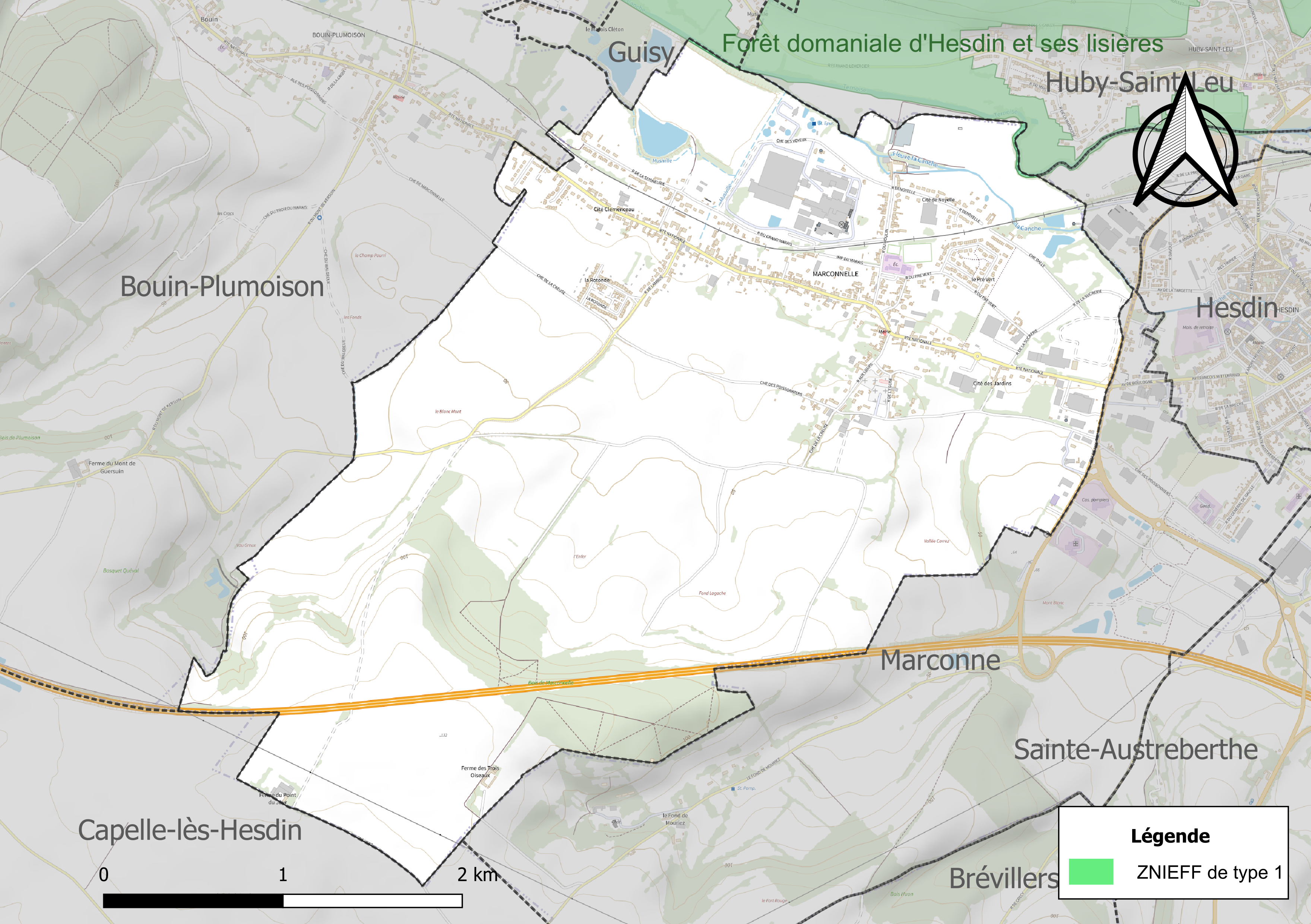
Carte de la ZNIEFF de type 1 sur la commune.
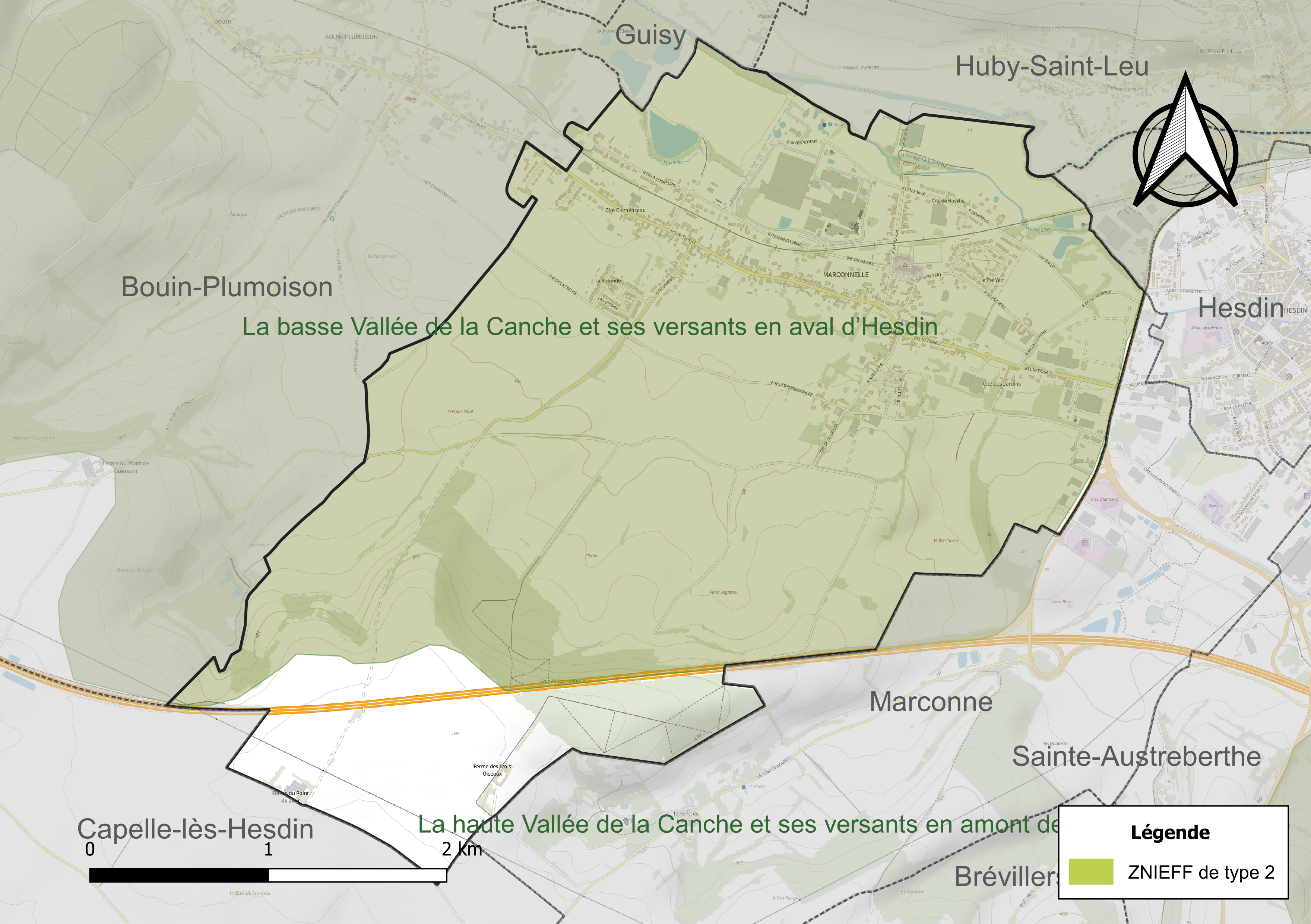
Carte de la ZNIEFF de type 2 sur la commune.

#### Espèces faunistiques et floristiques
L’Inventaire national du patrimoine naturel (INPN) recense plusieurs espèces faunistiques et floristiques sur le territoire de la commune dont certaines sont protégées et d’autres menacées et quasi-menacées.

## Urbanisme

### Typologie
Au 1er janvier 2024, Marconnelle est catégorisée petite ville, selon la nouvelle grille communale de densité à sept niveaux définie par l'Insee en 2022.
Elle appartient à l'unité urbaine de Hesdin, une agglomération intra-départementale regroupant huit  communes, dont elle est ville-centre,,. Par ailleurs la commune fait partie de l'aire d'attraction d'Hesdin, dont elle est une commune du pôle principal,. Cette aire, qui regroupe 28 communes, est catégorisée dans les aires de moins de 50 000 habitants,.

### Occupation des sols
L'occupation des sols de la commune, telle qu'elle ressort de la base de données européenne d’occupation biophysique des sols Corine Land Cover (CLC), est marquée par l'importance des territoires agricoles (76,4 % en 2018), en augmentation par rapport à 1990 (69,2 %). La répartition détaillée en 2018 est la suivante : 
terres arables (50 %), zones urbanisées (20,1 %), prairies (18,6 %), zones agricoles hétérogènes (7,8 %), zones industrielles ou commerciales et réseaux de communication (3,4 %). L'évolution de l’occupation des sols de la commune et de ses infrastructures peut être observée sur les différentes représentations cartographiques du territoire : la carte de Cassini (XVIIIe siècle), la carte d'état-major (1820-1866) et les cartes ou photos aériennes de l'IGN pour la période actuelle (1950 à aujourd'hui).

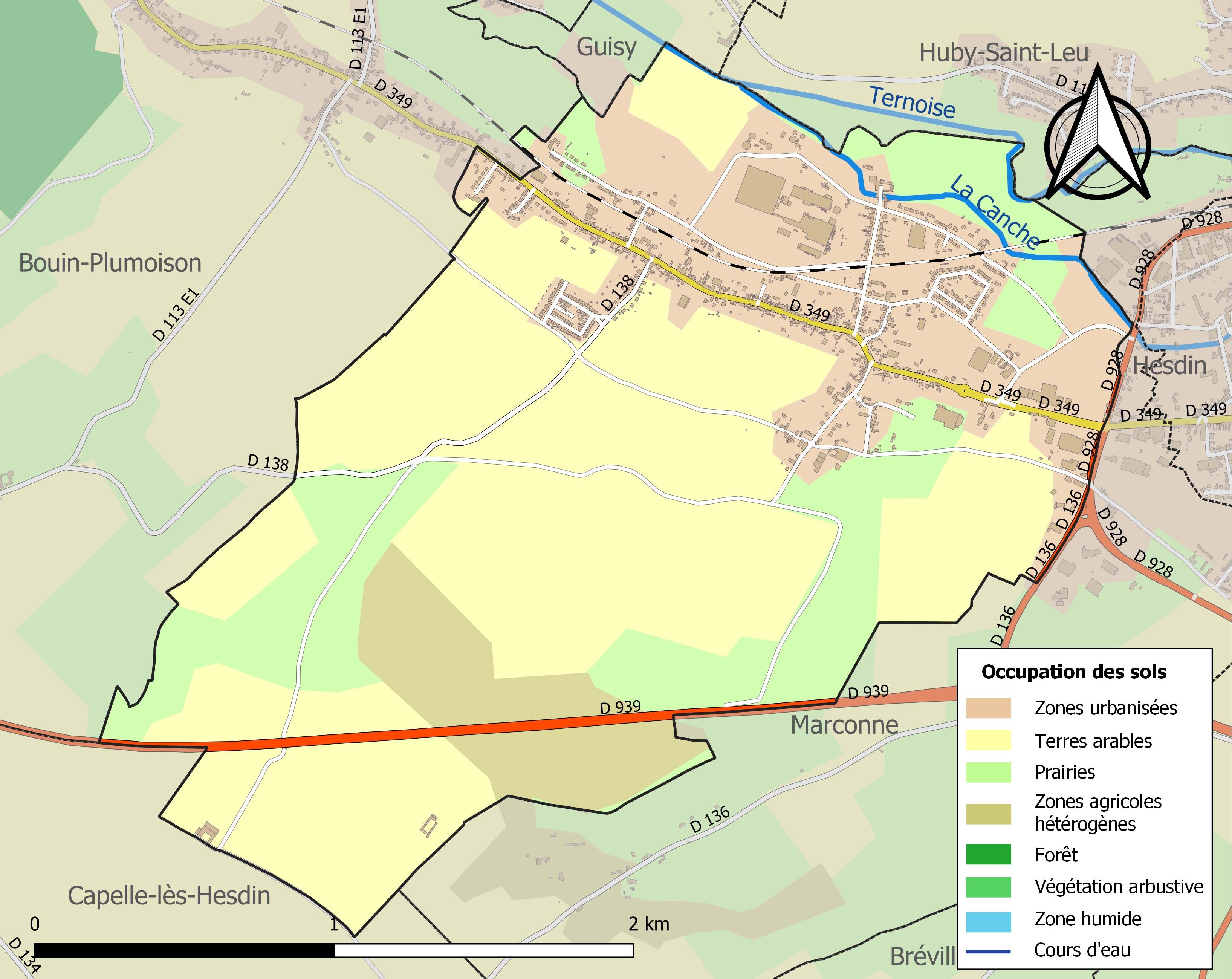
Carte des infrastructures et de l'occupation des sols de la commune en 2018 (CLC).

### Risques naturels et technologiques

#### Risque inondation
À la suite du passage des tempêtes Ciarán, Domingos et Elisa et des inondations et coulées de boue qui se sont produites, la commune est reconnue, par arrêté du 14 novembre 2023, en état de catastrophe naturelle pour inondations et coulées de boue sur la période du 2 au 12 novembre 2023, comme 179 autres communes du département.

## Toponymie
Le nom de la localité est attesté sous les formes Marconella (vers 1120) ; Marcounella (1123) ; Marcunele (XIIe siècle) ; Marcounelle (1209) ; Marconiele, Marcouniele (1252) ; Marconnelle (1301) ; Marchonnelle (XVe siècle) ; Marconel (1783) ; Marconnelle en 1793 et depuis 1801.

## Histoire
Avant la Révolution française, Marconnelle est le siège d'une seigneurie.

### Seigneurs de Marconnelle
Robert d'Ostrel (voir Ostreville), seigneur de Flers, Conchy, Marconnelle et autres lieux a pris pour épouse Bonne de Lannoy (maison de Lannoy). Il meurt le 17 décembre 1653 et son épouse décède le 13 mars 1660. Leur plaque funéraire située dans l'église de Flers est enregistrée au titre des monuments historiques.
En octobre 1705, des lettres, données à Fontainebleau, réaffirment l'érection en marquisat de la terre de Grigny, en y incorporant les terres de Fresnoy, Quisy et Marconnelle.
Toujours en octobre 1705, des lettres données à Fontainebleau permettent à François de Salperwick de relever le titre de marquis de Grigny. François de Salperwick et sa femme Marie Charlotte de Harchies déclarent consentir à ce qu'Antoinette Philippe de Bassecourt jouisse sa vie durant de la terre de Grigny. François de Salperwick est seigneur du Fresnoy, Crehem, Hestruval, Plumoison, Quiesy, Ristade, Marconnelle, Héricourt et Leuzeux, mousquetaire de la seconde compagnie de la garde du roi, commandée par le sieur de Jouvelle, a assisté aux prises de Valenciennes, Cambrai, Saint-Omer, à la bataille de Cassel. Il est fils de feu Louis de Salperwick et d'Antoinette Philippe de Bassecourt et neveu de Jean Baptiste de Bassecourt, marquis de Grigny. Il peut relever ce titre de marquis en y ajoutant et y incorporant les terres de Fresnoy, Quisy et Marconnelle qui relèvent aussi du château d'Hesdin, pour en jouir après le décès de sa mère qui suivant les intentions de son frère, lui avait fait don de la terre de Grigny par acte du 17 janvier 1703.

## Politique et administration
Un projet de commune nouvelle, regroupant cinq communes associées que sont Hesdin, Huby-Saint-Leu, Marconne, Marconnelle et Sainte-Austreberthe, est à l'étude pour une mise en place prévue au 1er janvier 2025. Les conseils municipaux de quatre communes ont, par un vote symbolique, affichés leur détermination à la concrétisation du projet, seul celui de la commune de Marconnelle s'est opposé à rejoindre ce projet. Il reste, pour les quatre communes restantes à répondre aux questions de la population, des associations et des institutions.

### Découpage territorial
La commune se trouve dans l'arrondissement de Montreuil du département du Pas-de-Calais.

#### Commune et intercommunalités
La commune est membre de la communauté de communes des 7 Vallées qui regroupe 66 communes et compte 29 425 habitants en 2022.

#### Circonscriptions administratives
La commune est rattachée au canton d'Auxi-le-Château.

#### Circonscriptions électorales
Pour l'élection des députés, la commune fait partie de la quatrième circonscription du Pas-de-Calais.

### Élections municipales et communautaires

#### Liste des maires
| Période                                  | Période                    | Identité        | Étiquette | Qualité                                                                           |
| ---------------------------------------- | -------------------------- | --------------- | --------- | --------------------------------------------------------------------------------- |
| Les données manquantes sont à compléter. |                            |                 |           |                                                                                   |
| 1989                                     | 2001                       | André Boutté    |           | Professeur des écoles                                                             |
| mars 2001                                | 2008                       | Bernard Guilluy |           |                                                                                   |
| mars 2008                                | En cours (au 28 mars 2022) | Claude Bacquet  |           | Retraité du privé Réélu pour le mandat 2014-2020, Réélu pour le mandat 2020-2026, |

## Population et société

### Démographie
Les habitants sont appelés les Marconnellois.

#### Évolution démographique
L'évolution du nombre d'habitants est connue à travers les recensements de la population effectués dans la commune depuis 1793. Pour les communes de moins de 10 000 habitants, une enquête de recensement portant sur toute la population est réalisée tous les cinq ans, les populations de référence des années intermédiaires étant quant à elles estimées par interpolation ou extrapolation. Pour la commune, le premier recensement exhaustif entrant dans le cadre du nouveau dispositif a été réalisé en 2004.

En 2022, la commune comptait 1 076 habitants, en évolution de −6,19 % par rapport à 2016 (Pas-de-Calais : −0,72 %, France hors Mayotte : +2,11 %).
| 1793 | 1800 | 1806 | 1821 | 1831 | 1836 | 1841 | 1846 | 1851 |
| ---- | ---- | ---- | ---- | ---- | ---- | ---- | ---- | ---- |
| 610  | 685  | 759  | 833  | 902  | 877  | 933  | 845  | 825  |

| 1856 | 1861 | 1866 | 1872 | 1876 | 1881 | 1886 | 1891 | 1896 |
| ---- | ---- | ---- | ---- | ---- | ---- | ---- | ---- | ---- |
| 804  | 820  | 850  | 832  | 856  | 864  | 875  | 904  | 846  |

| 1901 | 1906 | 1911 | 1921 | 1926 | 1931 | 1936 | 1946 | 1954 |
| ---- | ---- | ---- | ---- | ---- | ---- | ---- | ---- | ---- |
| 774  | 741  | 710  | 699  | 696  | 722  | 688  | 863  | 886  |

| 1962 | 1968 | 1975  | 1982  | 1990  | 1999  | 2004  | 2006  | 2009  |
| ---- | ---- | ----- | ----- | ----- | ----- | ----- | ----- | ----- |
| 995  | 986  | 1 239 | 1 489 | 1 334 | 1 312 | 1 292 | 1 293 | 1 194 |

| 2014  | 2019  | 2022  | - | - | - | - | - | - |
| ----- | ----- | ----- | - | - | - | - | - | - |
| 1 162 | 1 099 | 1 076 | - | - | - | - | - | - |

#### Pyramide des âges
En 2018, le taux de personnes d'un âge inférieur à 30 ans s'élève à 29,5 %, soit en dessous de la moyenne départementale (36,7 %). À l'inverse, le taux de personnes d'âge supérieur à 60 ans est de 35,0 % la même année, alors qu'il est de 24,9 % au niveau départemental.
En 2018, la commune comptait 536 hommes pour 580 femmes, soit un taux de 51,97 % de femmes, légèrement supérieur au taux départemental (51,50 %).
Les pyramides des âges de la commune et du département s'établissent comme suit.
| Hommes | Classe d’âge | Femmes |
| ------ | ------------ | ------ |
| 0,8    | 90 ou +      | 0,9    |
| 9,3    | 75-89 ans    | 12,8   |
| 22,3   | 60-74 ans    | 23,8   |
| 18,2   | 45-59 ans    | 20,7   |
| 15,5   | 30-44 ans    | 16,3   |
| 14,2   | 15-29 ans    | 13,1   |
| 19,7   | 0-14 ans     | 12,4   |

| Hommes | Classe d’âge | Femmes |
| ------ | ------------ | ------ |
| 0,5    | 90 ou +      | 1,6    |
| 5,6    | 75-89 ans    | 8,9    |
| 16,7   | 60-74 ans    | 18,1   |
| 20,2   | 45-59 ans    | 19,2   |
| 18,9   | 30-44 ans    | 18,1   |
| 18,2   | 15-29 ans    | 16,2   |
| 19,9   | 0-14 ans     | 17,9   |

## Économie

### Entreprises et commerces
Un des principaux employeurs de la région est l'entreprise de croquettes pour chiens et chats du groupe Nestlé, qui emploie 550 personnes,.

## Culture locale et patrimoine

### Lieux et monuments
- L'église Sainte-Croix de Marconnelle contient deux statues qui se tournent le dos, ayant donné naissance à l'expression locale « comme deux saints de Marconnelle » pour désigner deux personnes ostensiblement en froid.
- Le monument aux morts[46].

### Héraldique
| Blason de Marconnelle | Blason  | D'or au pairle d'azur chargé en cœur d'une roue de huit rais d'or, accosté en pointe d'un pèlerin et d'un évêque adossés de gueules mouvant du pairle. |
| Blason de Marconnelle | Détails | Le statut officiel du blason reste à déterminer. |

## Pour approfondir

#### Bases de données, dictionnaires et encyclopédies
- Ressources relatives à la géographie :   - Insee (communes)
  - Ldh/EHESS/Cassini
- Ressource relative à plusieurs domaines :   - Annuaire du service public français
- Notices d'autorité :   - VIAF
  - BnF (données)